# Patkánykenguru-félék
A patkánykengur-félék (Potoroidae) az emlősök (Mammalia) osztályának az erszényesek (Marsupialia) alosztályágábá, ezen belül a diprotodontia rendjébe tartozó család.

## Rendszerezés
A családba az alábbi nemek és fajok tartoznak:
- Aepyprymnus – Garrod, 1875 – 1 faj
  - vörös patkánykenguru (Aepyprymnus rufescens)
- Bettongia – Gray, 1837 – 4 faj
  - tasmán patkánykenguru (Bettongia gaimardi)
  - üregásó patkánykenguru (Bettongia lesueur)
  - ecsetfarkú patkánykenguru (Bettongia penicillata)
  - északi patkánykenguru (Bettongia tropica)
- Caloprymnus – Thomas, 1888 – 1 kihalt faj
  - †sivatagi patkánykenguru (Caloprymnus campestris)
- Potorous – Desmarest, 1804 – 4 faj, 1 kihalt
  - Gilbert-potoró (Potorous gilbertii)
  - hosszúlábú potoró (Potorous longipes)
  - †szélesfejű potoró (Potorous platyops)
  - hosszúorrú potoró (Potorous tridactylus)

## Képek

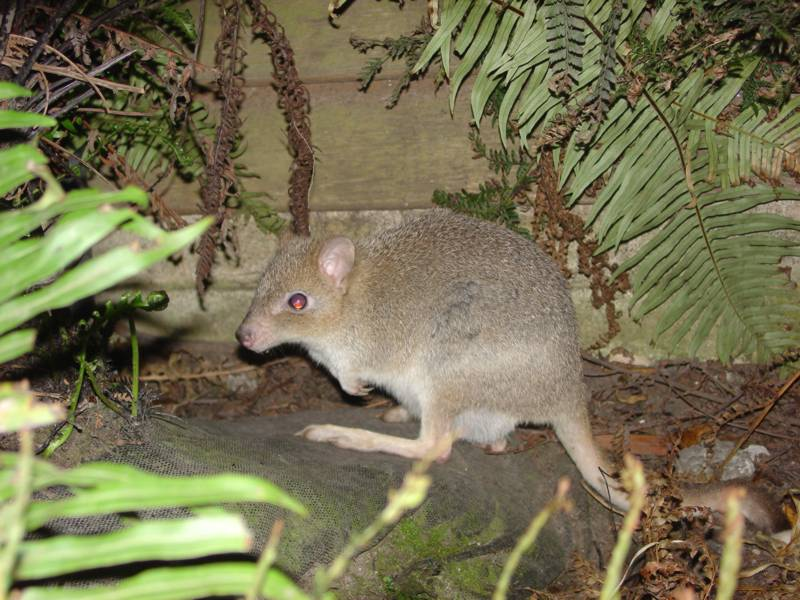
Tasmán patkánykenguru (Bettongia gaimardi)
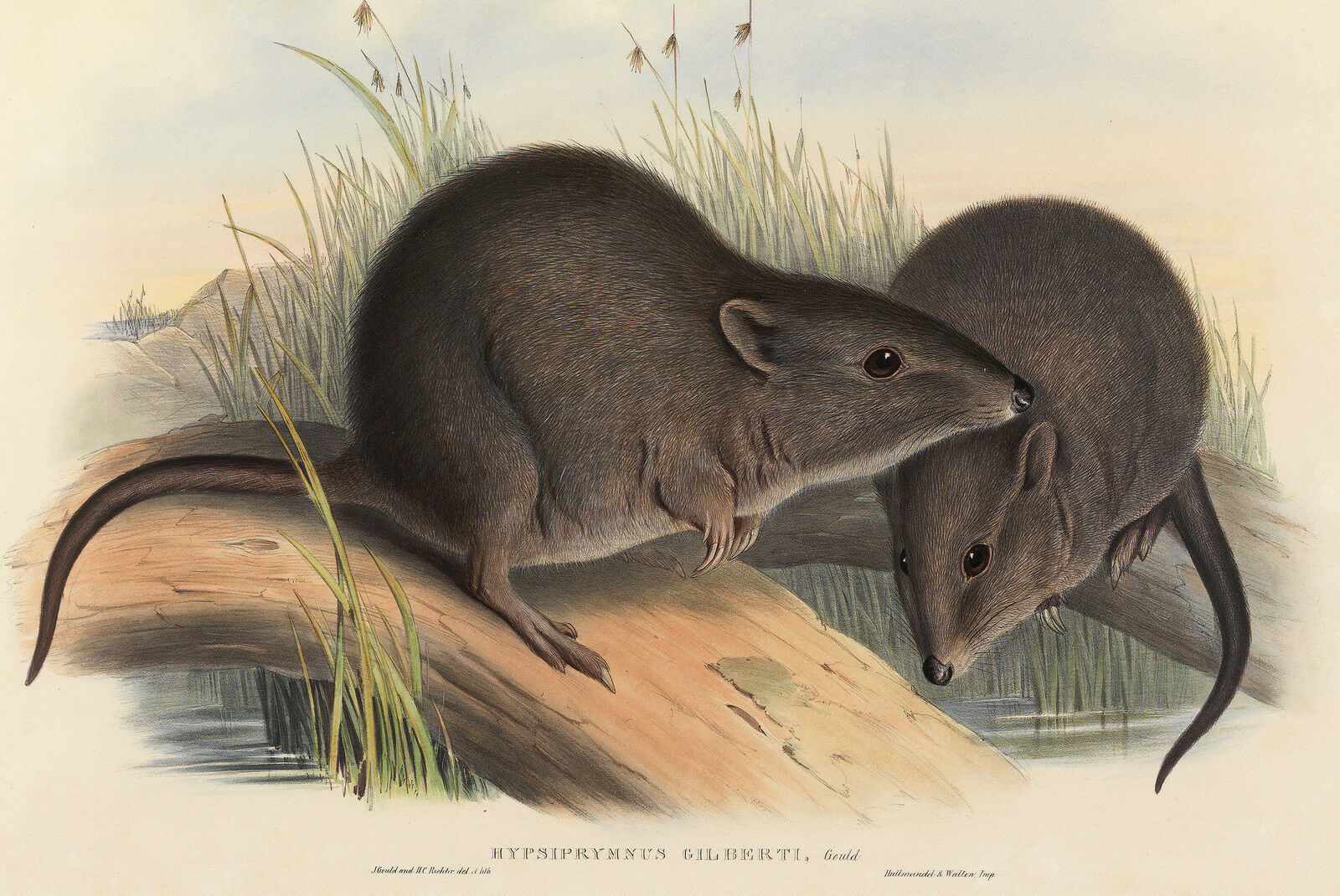
Gilbert-potoró (Potorous gilbertii)
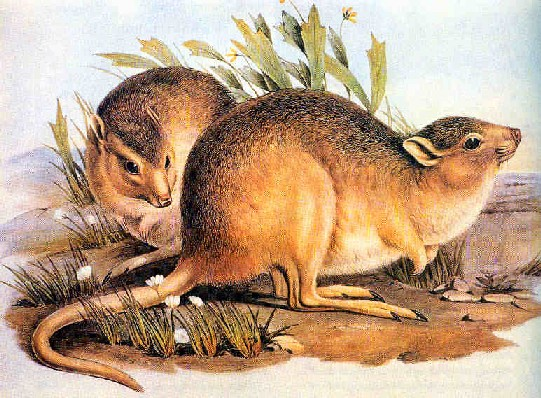
Sivatagi patkánykenguru (Caloprymnus campestris)